# Quinta Grande
Quinta Grande est une freguesia portugaise située dans la ville de Câmara de Lobos, dans la région autonome de Madère.

## Géographie
Avec une superficie de 3,89 km2 et une population de 2 156 habitants (2001), la paroisse possède une densité de 554,2 hab/km2.

## Liste des Hameaux
- Cabo Girão
- Fajã dos Padres
- Fonthainhas
- Lombbo
- Quinta
- Ribeiro do Escrivão
- Tranqua
- Vera Cruz